# Water of Ken
Das Water of Ken ist ein Fluss in der schottischen Council Area Dumfries and Galloway, beziehungsweise der traditionellen Grafschaft Kirkcudbrightshire.

## Verlauf
Der Fluss entspringt in einer Höhe von 570 m an den Südhängen des Blacklorg Hills am Nordrand von Dumfries and Galloway nur wenige hundert Meter südöstlich der Grenze zu East Ayrshire. Er fließt vornehmlich in südwestlicher Richtung. Nach rund 20 km erreicht das Water of Ken den Stausee Kendoon Loch, in dem es mit dem Water of Deugh seinen größten Zufluss aufnimmt. Wenige Kilometer südlich gelangt der Fluss mit dem Carsfad Loch in einen weiteren Stausee. Zwei Kilometer südlich tritt er in den Earlstoun Loch ein. Zwischen Earlstoun Loch und der Mündung in Loch Ken passiert das Water of Ken mit St John’s Town of Dalry die größte Siedlung entlang seines Laufs durch eine dünnbesiedelte Region. In den langgezogenen Loch Ken mündet auch der Dee ein, in welchem das Water of Ken aufgeht. Mit einer Mündungshöhe von rund 46 m überwindet der 46 km lange Fluss auf seinem Lauf eine Höhendifferenz von 524 m.
Auf seinem Lauf münden in das Water of Ken zahlreiche Bäche, er besitzt jedoch außer dem Water of Deugh keine signifikanten Zuflüsse. Er verläuft durch eine dünnbesiedelte Region, sodass er wenige Ortschaften tangiert.

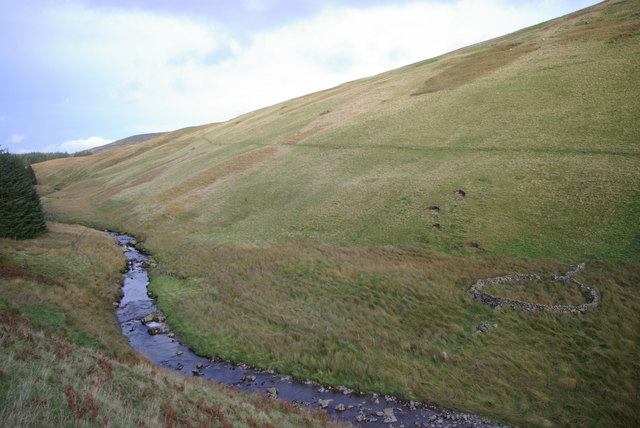
Oberlauf des Water of Ken
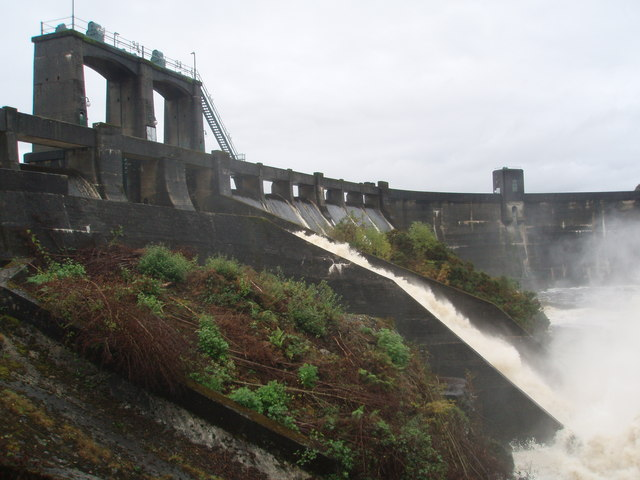
Damm des Earltouns Loch

## Bauwerke
Mit der Ken Bridge überspannt nahe New Galloway eine als Kategorie-A-Denkmal geschützte Brücke den Fluss. Die fünfbögige Steinbrücke entstand 1824 nach einem Entwurf des bedeutenden schottischen Bauingenieurs John Rennie. Das im späten 16. oder frühen 17. Jahrhundert erbaute Tower House Earlstoun Castle befindet sich am linken Ken-Ufer nahe St John’s Town of Dalry.